# Gennem ild og vand
Gennem ild og vand er det tolvte tegneseriealbum af Peter Madsen i serien om Valhalla og blev udgivet i 2001. Historien er en genfortælling af myten om hvordan Gejrrød fanger Odin fra Grímnismál, Thors besøg hos Gejrrød fra Skáldskaparmál og dele af skabelsesberetningen i den nordiske mytologi.

## Handling
Loke og Odin tager til Bjarmland for at undersøge, hvorfor befolkningen der er stoppet med at ofre til guderne. Her møder de kong Geirrød og hans to jættedøtre, Gjalp og Greip. Odin bliver taget til fange, og Loke drager tilbage til Valhal for at hente hjælp fra Thor. Hejmdal lader dem dog ikke krydse Bifrost, så de er nødt til at gå over halvdelen af Hålogaland for at nå til Bjarmland.
Thor tager dog ikke Mjølner med, så undervejs låner der jernhandsker, styrkebælte og staven Gridarvol hos jætten Grid. På vejen krydser der floden Vimur, hvor Gjalp tisser så voldsomt i floden, at vandstanden stiger og truer med at drukne både Loke og Thor.
Hos Gejrrød forsøger jættedøtrene at knuse Thor ved at løfte hans stol helt op under loftsbjælkerne, men med Gridarvol får han skubbet tilbage, og ender med at brække deres rygge.